# Шпиркельбах
Шпиркельбах (нем. Spirkelbach) — община в Германии, в земле Рейнланд-Пфальц. 
Входит в состав района Юго-западный Пфальц. Подчиняется управлению Хауэнштайн.  Население составляет 683 человека (на 31 декабря 2010 года). Занимает площадь 6,89 км².